# Calumpit
Calumpít es un pueblo en la provincia de Bulacán en Filipinas.

## Geografía
El pueblo tiene un área de 56,25 kilómetros cuadrados y se sitúa 54 kilómetros al norte de Manila. 
Según el censo de 2000, su población es de 81,113 habitantes en 16,167 viviendas.

## Barrios
Calumpit tiene 29 barrios:
| - Balite - Balungao - Buguion - Bulusan - Calizon - Calumpang - Caniogan - Corazón - Frances - Gatbuca - Gugo - Iba Este - Iba O'Este - Longos - Meysulao | - Meyto - Palimbang - Panducot - Pio Cruzcosa - Población - Pungo - San Jose - San Marcos - San Miguel - Santa Lucía - Santo Niño - Sapang Bayan - Sergio Bayan - Sucol |